# Escalera de la participación

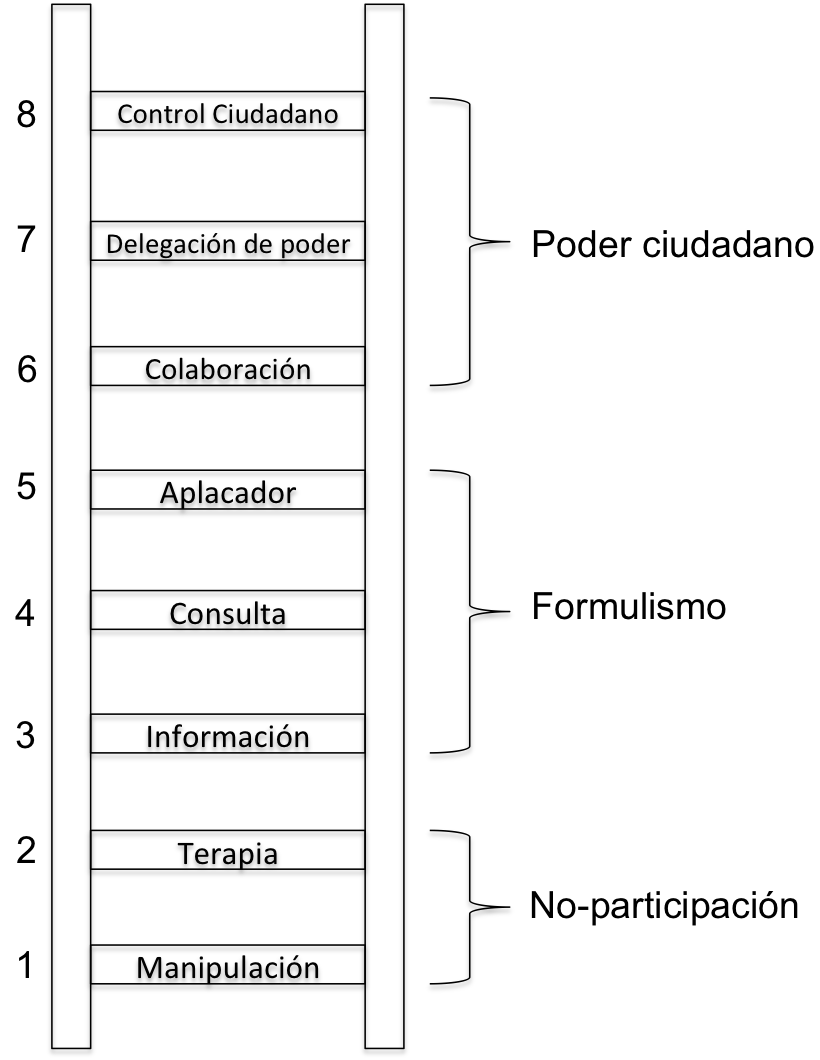
Escalera de la participación de Sherry R Arnstein

La escalera de la participación es una figura metafórica creada por Sherry Arnstein para evaluar los distintos grados de participación ciudadana, aunque también se ha aplicado a la participación de personas en empresas, organizaciones y otros campos.
La escalera original cuenta con ocho peldaños, aunque existen otras versiones. Los más altos representan un mayor grado de poder de la ciudadanía. Los peldaños inferiores se consideran modelos de participación "engañosa", "no-participación" o sustitutos de una verdadera participación. Los peldaños de la zona media corresponden a un grado de "formulismo", que relaciona con el tokenismo y no llega a la etiqueta de "poder ciudadano".
La utilidad de una clasificación como esta para la ciudadanía es que, con este conocimiento, posibilita valorar qué tipo de participación se les ofrece y, quizá, demandar niveles de participación genuina. De hecho, numerosas publicaciones posteriores sobre participación ciudadana hacen referencia a esta figura.

## Descripción de los niveles
Nivel de la no-participación
- Peldaño 1: Manipulación. Representa la distorsión de la participación como herramienta de quienes detentan el poder. Se trata de engañar a la población en un supuesto proceso de participación en el que no se les informa correctamente y tampoco se les consulta de forma adecuada.
- Peldaño 2: Terapia. Quienes administran esta forma de participación "asumen que la falta de poder es sinónimo de enfemerdad mental" y, bajo ese supuesto, crean un entorno dónde la ciudadanía se desahogue o se les trate pero sin atender a su expresión.

Nivel del formulismo
- Peldaño 3: Información. Se establece un canal unidireccional en el que se facilita información de sus intenciones pero sin dar opción a la réplica. Informar a la ciudadanía de sus derechos, responsabilidades y opciones puede ser el primer y más importante paso para legitimar su participación. Sin embargo, si se trata de un canal unidireccional, en el que no hay lugar a la negociación, la participación no se completa.
- Peldaño 4: Consulta. Se crea un entorno de expresión de la ciudadanía y atención a la misma, aunque sin el compromiso de tratar, tener en cuenta e incorporar sus opiniones a las decisiones finales.
- Peldaño 5: Aplacador. Se aceptan algunas propuestas de la ciudadanía que sirvan como muestra de las intenciones de quienes ostentan el poder, pero sin permitirles ser partícipes reales de las decisiones globales.

Nivel de la participación:
- Peldaño 6: Colaboración. Es un proceso de negociación derivado de las demandas ciudadanas pero conducido por una minoría poderosa en todos sus ámbitos.
- Peldaño 7: Delegación de poder. En este peldaño, la ciudadanía cuenta con ámbitos en los que su opinión prevalece sobre la minoría poderosa.
- Peldaño 8: Control ciudadano. En el que la ciudadanía participa sin tutelaje alguno del gobierno.[4]

## Origen
Sherry Arnstein, trabajadora social de los Estados Unidos, publicó en 1969 "A ladder of citizen participation", un artículo de menos de 10 páginas con el que describió esta figura. El artículo fue publicado originalmente en la revista "Journal of the American Institute of Planners", aunque el contenido ha sido reeditado y traducido en numerosas ocasiones.
Arnstein escribió el artículo durante la época en la que fue directora de estudios de desarrollo comunitario para The Commons, un instituto de investigación sin fines de lucro. El artículo se basa en gran medida en su experiencia anterior como consejera municipal de participación ciudadana en el Departamento de Vivienda y Desarrollo Urbano de Estados Unidos durante la presidencia de Lyndon Johnson. El texto recibe influencias por el programa gubernamental de Ciudades Modelo e incluye numerosos ejemplos de participación ciudadana que sirven como ejemplos de cada peldaño.

## Versiones

### La escalera de la participación infantil de Roger Hart

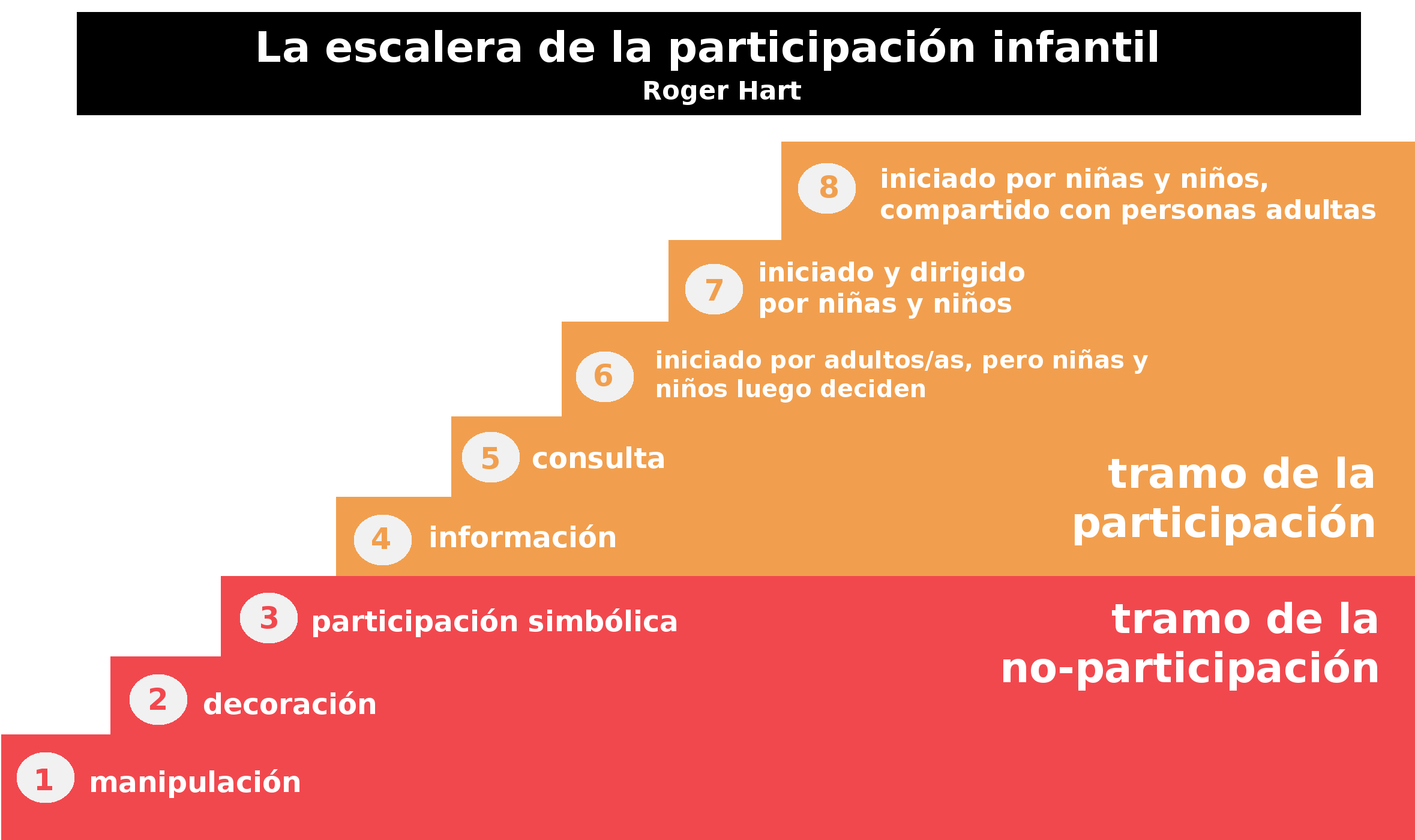
Figura explicativa de la escalera de la participación infantil propuesta por Roger Hart

Roger Hart publicó en 1992 una versión adaptada para UNICEF de la escalera de Arnstein, adaptada a la participación infantil y juvenil. Cuenta también con ocho peldaños, divididos en dos tramos, y en esta versión la población adulta es la que ostenta el poder:
Tramo de la no-participación
- Peldaño 1. Manipulación o engaño. Clasifica casos en los que las y los adultos utilizan a las niñas y niños para transmitir sus propias ideas y mensajes.
- Peldaño 2. Decoración. Se refiere a momentos en los que las personas adultas utilizan a niñas y niños para promover una causa sin que éstos y éstas la comprendan ni tengan mayor implicación en su organización más allá de la de figurar casi como mera decoración,
- Peldaño 3. Participación simbólica. Manifiesta la actuación de algunos niños y niñas, con habilidades dialécticas o ideas ingeniosas, como protagonistas de ciertos eventos o debates. Se les ha seleccionado a dedo sin dar oportunidades para participar en el proceso a otras niñas y niños a quienes, en teoría, representan.

Tramo de la participación
- Peldaño 4. Información. Se informa a niñas y niños de una iniciativa que no han iniciado ni lideran.
- Peldaño 5. Consulta e información. Se informa a niñas y niños de un proceso, pero además se les consulta y se tienen en cuenta sus opiniones en las decisiones finales.
- Peldaño 6. Iniciado por personas adultas, con decisión infantil compartida. Las acciones se toman de forma conjunta, en relación de igualdad, pero la iniciativa fue origen del personal adulto.
- Peldaño 7. Iniciado y dirigido por niñas y niños.
- Peldaño 8. Iniciado por niñas y niños, con decisiones compartidas con las y los adultos. Las niñas y niños inician un proyecto propio, dirigen y gestionan, pero continúan en colaboración con personas adultas, no la rechazan. En este peldaño se puede hablar del nivel más auténtico de participación infantil, conocido como participación protagónica.[5][6][7]

### La rueda de la participación de Scott Davidson
Scott Davidson dibuja en 1998 una rueda dividida en varias zonas por sus radios.
- En la zona de la información, clasifica la comunicación mínima, la información limitada y la información de buena calidad.
- En la zona de consulta, clasifica la consulta limitada, la preocupación clientelista (orientando la consulta como un servicio a un cliente) y la consulta genuina.
- Una tercera zona se dedica a la participación como tal, subdividiéndose en la toma de decisión descentralizada y limitada, el partenariado y un órgano consultivo eficaz.
- La cuarta zona se refiere al empoderamiento, con tres posibilidades a su vez: poder delegado, poder independiente y el poder encomendado.[8]

### El popurrí de Andreas Karsten
En 2012, Andreas Karsten recoge en una publicación un catálogo de 36 diferentes figuras que clasifican diversos modelos de participación, arrancando con los modelos de Arnstein y Hart.